# Henri Suhamy
Pour les articles homonymes, voir Suhamy.
Henri Suhamy, né le 1er mai 1932 à Courbevoie, dans la Seine, est un angliciste français, spécialiste de littérature anglaise, de stylistique et de métrique.

## Biographie

### Jeunesse
Henri Suhamy est né le 1er mai 1932 à Courbevoie, dans le département de la Seine.
Henri Suhamy effectue ses études secondaires au collège Paul-Lapie de Courbevoie et obtient son baccalauréat en 1949. Il entre alors en classe préparatoire au lycée Pasteur de Neuilly-sur-Seine, puis au lycée Henri-IV de Paris de 1949 à 1952. Il est reçu à l'École normale supérieure de Saint-Cloud en 1952 et à l'agrégation d'anglais en 1956. Il obtient ensuite le certificat d'études latines à l'Université de Dakar (Sénégal).

### Carrière

#### Enseignement secondaire et service militaire
Nommé en 1956 professeur au lycée Lamoricière (aujourd'hui lycée Pasteur) à Oran, en Algérie, il enseigne l'anglais pendant une année, faisant découvrir le théâtre de Shakespeare à ses jeunes élèves. Ensuite, il fait son service militaire dans la Marine nationale en tant qu'élève officier de réserve interprète et du chiffre (EORIC), puis enseigne de vaisseau (ORIC) de 1957 à 1960. Après ses classes sur le bâtiment école Richelieu en rade de Brest, il effectue un embarquement de six mois sur un escorteur d'escadre basé à Toulon, puis exerce au Bureau du Chiffre de l'Amirauté d'Alger.
Il devient ensuite professeur aux lycées de Saint-Louis (Sénégal) de 1960 à 1964.

#### Enseignement supérieur
En 1964, il est recruté par la Faculté, devenue ensuite Université de Paris X Nanterre. D'abord assistant, puis maître assistant et maître de conférences, il soutient une thèse de doctorat d'État sur Le Vers de Shakespeare en 1976 et est nommé professeur des universités en 1977.
Outre ses fonctions d'enseignant-chercheur, Henri Suhamy exerce différentes autres activités pédagogiques, administratives et de recherche. Ainsi, il est coordinateur des enseignements d'anglais donnés aux non-spécialistes de 1974 à 1984, membre du Conseil d'UER et de la commission de spécialité, président de la commission de spécialité en 1991-1992, directeur du Centre de recherches de l'UER d'anglais de l’université de Paris-X Nanterre de 1980 à 1983.
De plus, il devient chargé de cours d'agrégation et coordinateur au CNED de Vanves de 1970 à 1992, chargé de cours aux ENS de Saint-Cloud, de Fontenay, du boulevard Jourdan, de Cachan, aux universités Paris-III, Paris-IV, Paris-XIII, à celles de Caen, Metz, Nantes, Schœlcher (université des Antilles et de la Guyane, en Martinique), au collège Sévigné, à l'Institut catholique d'études supérieures de La Roche-sur-Yon. Dans ce cadre, il publie ou dirige de nombreux ouvrages sur les textes de Shakespeare aux concours universitaires tels Shakespeare : Hamlet en 1994 et a édité également des manuels méthodologiques comme La Poétique (1986) ou Stylistique anglaise (1994).
Il fonde la Société de stylistique anglaise en 1977 et la préside jusqu'en 1992, est membre du jury de l'agrégation d'anglais de 1978 à 1983, membre du jury des Écoles normales supérieures qui siège à la Rue d'Ulm et au Boulevard Jourdan) en 1985.
De 1984 à 1991, il est élu au Conseil supérieur des universités, puis au Conseil national des universités de 1984 à 1991. Il préside la 11e section du Conseil supérieur des universités en 1987 et 1990.
Il obtient le grand prix du Romantisme et le grand prix de l'Académie française (catégorie biographie littéraire) en 1993 pour son Sir Walter Scott,.

#### Activités diverses
Henri Suhamy est membre du Comité d'études anglaises, correspondant pour la France de la Shakespeare Data Bank[Quoi ?], membre du bureau de l'Association franco-écossaise, membre du comité de lecture du prix de la Vallée aux Loups et membre adhérent de l’Association des écrivains combattants.

## Travaux et recherches

### Traductologie
Henri Suhamy propose une approche cognitive de la traduction. La problématique de la traduction des subtilités de l'anglais, notamment les effets de style, est au cœur de son travail de traductologie[source insuffisante]. Ainsi, il résume la problématique, parlant de la traduction d'Hamlet de William Shakespeare de cette manière : « La pratique de la traduction, tout ardue et frustrante qu’elle est – celui ou celle qui s’y adonne est un Sisyphe rarement heureux qui, tout en poussant son rocher, rêve d’atteindre un sommet inaccessible – constitue au moins un exercice instructif. En s’y consacrant, on apprend des notions nouvelles sur les disciplines qu’on a longtemps enseignées en se croyant compétent ». Selon Henri Suhamy, en effet, les outils de traduction doivent s'appuyer sur le champ de la psychologie cognitive.
Dans l'ouvrage de Maryvonne Boisseau, Traduire la figure de style, il rappelle que les deux disciplines coopèrent au mieux pour produire une traduction la plus proche possible de l'esprit de l'auteur. En effet, son credo est que « la notion de texte doit rester obstinément présente à l'esprit. Cela signifie que le commentaire ne porte pas principalement sur des faits ni sur des personnages, mais sur un texte en tant qu'organisme dramatique et littéraire, en tant qu'œuvre d'art. Le but n'est pas de percer à jour les intentions profondes d'un personnage, mais plutôt les intentions de l'auteur en tant que créateur d'une œuvre ».
La proximité avec les intentions de l'auteur importe seule à Henri Suhamy, qui parle d'autre part d'une traduction qui ne se perdrait pas en tentatives d'explication. En effet, « la critique littéraire intervient providentiellement pour combler les vides et expliquer l'enchaînement des causes et effets. Après avoir mené, à partir d'indices ingénieusement décelés, de pistes vraies ou fausses, une enquête à la fois policière et psychologique, complétée par un faisceau de déductions dignes d'un détective de roman, le préposé au dévoilement du mystère et au bouchage des trous prétendument laissés par l'auteur présente sa solution ». Suhamy oppose donc le commentaire, proche des intentions de l'auteur, herméneutique, à la critique, qui extrapole le plus souvent.

### Stylistique
Henri Suhamy a consacré aux figures de style un ouvrage qui propose un classement de ces procédés de langue et qui élabore aussi une théorie générale de la stylistique. Henri Suhamy dit ainsi que « C’est la forme du message qui fait la figure, non la répétition du message par le locuteur ».

### Littérature
Henry Suhamy a couvert, tant dans ses publications que dans son enseignement, un vaste éventail des littératures de la Grande-Bretagne, de l'Irlande et des États-Unis. Ses domaines de prédilection sont la Période élizabéthaine et l'Ère victorienne.

## Publications
Les publications de Henri Suhamy concernent deux aspects fondamentaux de ses activités universitaires, d'une part la recherche, surtout axée sur l'œuvre de Shakespeare mais avec de nombreuses études littéraires et historiques sur d'autres auteurs ou périodes, et l'importance faite à la métrique et la stylistique, d'autre part le souci permanent d'une pédagogie destinée à des étudiants ou un public cultivé. D'où nombre d'ouvrages intitulés Première leçon sur…, le Dictionnaire Shakespeare, les ouvrages traitant de sujets proposés aux concours du CAPES et de l'agrégation, etc.

### Ouvrages
- Versification anglaise, Paris: SEDES, 1970, 280 p. Nouvelle version, Paris, Ellipses, 1999, 236 p.[1]
- Les figures de style, Paris: PUF, coll. « Que sais-je ? » no 1889, 1981, 128 p. 10e édition publiée en 2004. Traduction portugaise, As figuras de estilo, Porto, RésEditora.
- Le vers de Shakespeare, Paris, Didier-Érudition, 1984, 800 p. [épuisé]
- La poétique, Paris: PUF, coll. « Que sais-je ? », no 2311, 1986, 128 p. 3e édition publiée en 1997. Traduction portugaise, A poetica, Rio de Janeiro, Jorge Zahar, 1988. Traduction coréenne, Séoul, 1989. Traduction serbe (POETIKA), Belgrade, 1998.
- Sir Walter Scott, Paris: Éditions de Fallois, 1993, 464 p. Grand Prix du Romantisme 1993 (jury Chateaubriand de la Vallée aux Loups). Grand Prix de l'Académie française 1994, catégorie biographie littéraire.
- Stylistique anglaise, Paris, PUF, collection « Perspectives anglo-saxonnes », 1994, 313 p.
- Hamlet – Shakespeare, Paris, Hatier, collection « Profil d'une œuvre », no 170, 1994, 79 p. (avec la collaboration de Gisèle Guillo).
- Twelfth Night – Shakespeare (ouvrage collectif), Paris, Ellipses, 1995, 192 p.
- Shakespeare, Paris: Le Livre de Poche, collection « Références » no 523, 1996, 287 p. 2e édition en 2006.
- Hamlet – Shakespeare (ouvrage collectif), Paris, Ellipses, 1996, 224 p.
- (en) Première Leçon sur As You Like It, de William Shakespeare, Paris, Ellipses, 1997, 96 p.
- (en) As You Like It – Shakespeare (ouvrage collectif), Paris, Ellipses, 1997, 224 p.
- Henri VIII, Paris et Monaco: éditions du Rocher, collection « Le Présent de l’Histoire », 1998, 401 p. Même ouvrage, Paris, « Le livre du mois », 1998. Traduction en espagnol, El Ateneo, Buenos Aires, 2004.
- Première leçon sur Venus and Adonis de William Shakespeare, Paris, Ellipses, 1998, 112 p.
- « Waverley » – Sir Walter Scott  (ouvrage collectif), Paris, Ellipses, 1998, 160 p.
- (en) Première leçon sur Richard III de William Shakespeare, Paris, Ellipses, 1999, 112 p.
- Richard III – Shakespeare (ouvrage collectif), Paris, Ellipses, 1999, 224 p.
- Première leçon sur Antony and Cleopatra de William Shakespeare, Paris, Ellipses, 2000. 128 p.
- Antony and Cleopatra – Shakespeare, (ouvrage collectif), Paris, Ellipses, 2000, 174 p.
- La Poésie de John Donne. Paris, Armand Colin, 2001, 154 p. Réédition en août 2002.
- (en) Première leçon sur A Midsummer Night’s Dream de William Shakespeare, Paris, Ellipses 2002, 128 p.
- A Midsummer Night’s Dream – Shakespeare (ouvrage collectif), Paris, Ellipses 2002, 263 p.
- (en) Première leçon sur Richard II de William Shakespeare, Paris, Ellipses, 2004, 159 p.
- Richard II – Shakespeare (ouvrage collectif), Paris : Ellipses, 2004, 264 p.
- Dictionnaire Shakespeare (ouvrage collectif), Paris : Ellipses, 2005, 444 p.
- (en) Première leçon sur The Tragedy of Coriolanus de William Shakespeare, Paris, Ellipses, 2006, 160 p.
- Coriolanus – William Shakespeare (ouvrage collectif), Paris, Ellipses, 2006, 240 p.
- Guillaume le Conquérant, Paris, Ellipses, 2008, 424 p.
- (en) Première leçon sur The Tragedy of King Lear, Paris, Ellipses, 2008, 136 p.
- King Lear – William Shakespeare (ouvrage collectif), Paris, Ellipses, 2008, 288 p.
- Hamlet, Lear, Macbeth. Histoire de trois personnages shakespeariens, Paris, Ellipses, 2010, 384 p.
- Première leçon sur Measure for Measure de William Shakespeare, Paris, Ellipses, 2012, 154 p.
- L’Angleterre élisabéthaine, Paris, Les Belles Lettres, Collection « Civilisations », 2012, 304 p.
- Première leçon sur Love’s Labour’s Lost de William Shakespeare, Paris, Ellipses, 2014, 144 p.
- Roméo et Juliette, Paris, Ellipses, 2015, 308 p.
- Shakespeare, Paris, Ellipses, 2018, 456 p.
- Shakespeare et l'Europe : quatre siècles de mémoire vivante, Paris, La Nouvelle Librairie, coll. "Longue mémoire de l'Institut Iliade", 2020  (ISBN 978-2491446253)
- Walter Scott, inventeur du roman historique, Paris, La Nouvelle Librairie, coll. "Longue mémoire de l'Institut Iliade", 69 p., 2022  (ISBN 978-2-493898-02-9)

### Articles
L'abondance des publications a conduit à choisir le procédé des boîtes déroulantes.

## Distinctions
- chevalier des Palmes académiques[12].